# Карачарово (Кемеровская область)
Карачарово — деревня в Чебулинском районе Кемеровской области. Входит в состав Чумайского сельского поселения.

## География
Центральная часть населённого пункта расположена на высоте 237 метров над уровнем моря.

## История
Основана в 1888 г. В 1926 году деревня Карачаровка состояла из 149 хозяйств, основное население — русские. Центр Карачаровского сельсовета Верх-Чебулинского района Томского округа Сибирского края.

## Население
| 1926 | 2002 | 2010 |
| ---- | ---- | ---- |
| 880  | ↘326 | ↘235 |